# سيغولدا
سيغولدا (بالإنجليزية: Sigulda)‏ هي منطقة سكنية تقع في لاتفيا في بلدية سيغولدا. يقدر عدد سكانها بـ 16,679 نسمة ومساحتها 18.2 كم2 .

## المدن التوأمة
مدن هوفاليز، ألتيا، باد كوتستينغ، Bellagio، بوندوران، Granville، هولستيبرو، ميرسن، Niederanven، بروزة، Sesimbra Municipality، Sherborne، كاركيلا، Oxelösund، يودنبورغ، خوينا، كوسيغ، سوشيتسا، Türi، زفولن، بريناي، مارساسكالا، سيريت، Agros، شكوفجا لوكا، تريافنا، Keila، شياتورا وبيرشتوناس هي مدن توأمة لـسيغولدا.